# Jenny Kallurová
Jenny Margareta Kallurová (* 16. února 1981, Huntington, USA) je bývalá švédská atletka, sprinterka, jejíž specializací byly krátké překážkové běhy.
Atletickou kariéru ukončila po vleklých zdravotních problémech v roce 2011.

## Životopis
Narodila se v americkém Huntingtonu, původem je ale Švédka a žije ve Falunu. Je dcerou úspěšného hokejisty Anderse Kallura, čtyřnásobného vítěze Stanley cupu a jeho ženy Lisy. Má svojče Susannu, která je o 4 minuty mladší, která je také atletka.

## Úspěchy
První úspěch zaznamenala na halovém ME 2005 v Madridu, kde získala stříbrnou medaili z běhu na 60 metrů překážek. Její sestra Susanna zde získala zlato. V letní sezóně skončila první v běhu na 200 metrů a druhá na stovce na Evropském poháru v atletice ve švédském Gävle.

## Osobní rekordy
- běh 60 metrů překážky: 7,92 sek.
- běh 100 metrů: 11,43 sek.
- běh 100 metrů překážky: 12,85 sek.
- běh 200 metrů: 23,26 sek.